# Sarcophaga schusteri
Sarcophaga schusteri är en tvåvingeart som beskrevs av Andy Z. Lehrer 1959. Sarcophaga schusteri ingår i släktet Sarcophaga och familjen köttflugor.
Artens utbredningsområde är Rumänien. Inga underarter finns listade i Catalogue of Life.